# 秋山純 (俳優)
秋山 純（あきやま じゅん、男性、1980年6月4日 - ）は、日本の元俳優、元歌手である。ジャニーズJr.内ユニット・Musical Academyの元メンバー。
子役として活動後、1992年にジャニーズ事務所に入所。ジャニーズJr.内ユニット・Musical Academyとして活動した。2007年夏頃より芸能活動を自粛し、復帰しないまま、2008年3月に事務所を自主的に円満退社した。堀越高等学校、帝京大学卒業。

## 出演
グループでの出演はMusical Academy#出演を参照。個人での出演のみ記載。

### テレビドラマ
- 金田一少年の事件簿 第1シリーズ第3話（1995年7月29日、日本テレビ） - 布施光彦 役
- 3年B組金八先生 第4シリーズ（1995年11月30日、TBS）
- 銀狼怪奇ファイル〜二つの頭脳を持つ男〜（1996年1月 - 3月16日、日本テレビ） - 土門竜太郎 役
- 金田一少年の事件簿 第2シリーズ第7話（1996年8月31日、日本テレビ） - 土門竜太郎 役
- 新幹線'97恋物語 第2話（1997年4月10日、TBS）
- HOTEL第5シリーズ（1998年4月9日 - 6月18日、TBS）
- 向井荒太の動物日記 〜愛犬ロシナンテの災難〜（2001年1月13日 - 3月17日、日本テレビ） - 工藤みちる 役
- HOTELスペシャル2002春（2002年3月20日、TBS） - 山中和人 役
- 軽井沢夫人（2002年8月26日、TBS）

### バラエティ番組
- アイドルオンステージ（1993年10月10日 - 1997年3月30日、NHK）
- 愛LOVEジュニア（1996年4月6日 - 1998年9月28日、テレビ東京）
- ミュージックジャンプ（1997年4月 - 2000年3月26日、NHK）
- SHOW-NEN J（1998年4月2日 - 10月1日、テレビ朝日）
- Gyu!と抱きしめたい!（1998年4月5日 - 9月28日、日本テレビ）
- 8時だJ（1998年4月15日 - 1999年9月22日、テレビ朝日）
- BOYS BE・・・Jr.（1998年10月4日 - 12月27日、日本テレビ）
- 熱血恋愛道（1999年1月10日 - 5月2日、日本テレビ）
- 世代密林（2002年4月 - 6月、日本テレビ）
- ジェネジャン（2002年10月6日  - 2003年3月10日、日本テレビ）
- ジェネジャン!!（2004年4月24日  - 2005年3月26日、日本テレビ）
- ザ少年倶楽部プレミアム（2006年5月21日 - 2007年、NHK）

### 舞台
- ANOTHER〜少年の島編〜（1993年8月6日 - 24日、京都南座・アートスフィア）
- 春を待つ家（1994年1月9日 - 26日、三越劇場）
- Stand by Me（1994年8月3日 - 9月4日、京都南座・サンシャイン劇場）
- FALSETTOS（1994年10月7日 - 11月13日、サンシャイン劇場）
- 赤ずきんチャチャ（1994年12月9日 - 27日・1995年8月9日 - 20日、博品館劇場）
- 花の惑星（1995年4月30日 - 5月7日、花の万博）
- 墓堀たちのハムレット（1996年3月1日 - 17日、博品館劇場・大阪ギャラクシーホール）
- PLAYZONE'96 RHYTHM （1996年7-8月、青山劇場 / 大阪フェスティバルホール）[6]
- 水色時代（1996年12月10日 - 1997年1月15日・8月15日 - 26日、博品館劇場・新神戸オリエンタル劇場）
- PLAYZONE'97 RHYTHM II （1997年7-8月、青山劇場 / 大阪フェスティバルホール）[7]
- ジャニーズファンタジー「KYO TO KYO」オールジャニーズJr.公演（1997年8月19日・9月7日・28日・10月26日、京都シアター1200）
- PLAYZONE'98 5night's （1998年7-8月、青山劇場 / 大阪フェスティバルホール） - ジェームス 役（坂本昌行とダブルキャスト）[8]
- MASK（1998年12月4日 - 1999年1月31日、松竹座・日生劇場）
- 赤坂晃 ディナーショー（2000年12月21日 - 27日、東京全日空ホテル・大阪帝国ホテル）
- フットルース（2001年9月30日 - 10月28日、赤坂ACTシアター） - ウィラード・ヒューイット 役
- フットルース（再演）（2001年9月21日 - 10月20日、赤坂ACTシアター・神戸国際会館）
- 一郎ちゃんがいく。（2003年10月3日 - 11月2日、博品館劇場・シアタードラマシティ）
- Stand by Me（2004年7月16日 - 8月1日、東京グローブ座） - ゴーディ 役[9]

### コンサート
- 夏だ!祭りだ!こどもカーニバル ジャニーズJr.ミニライブ（1995年7月27日、高輪プリンセスホテル 飛天の間）
- 20thCentury WINTERコンサート HAPPY GREETIN（1996年 - 1997年冬）
- ジャニーズJr.1stコンサート（1998年2月1日・11日・25日、名古屋センキュリーホール・横浜アリーナ・大阪城ホール）
- Johnny's Summer Concert（1999年7月29日 - 8月31日、横浜アリーナ・大阪城ホール・名古屋レインボーホール）
- ジャニーズJr.<東・阪・名>3大ドームコンサート（2000年9月3日 - 10月15日、東京ドーム・大阪ドーム・ナゴヤドーム）

### イベント
- KinKi Kids香港・台湾キャンペーン（2001年4月13日 - 15日、香港・台湾）

### ラジオ
- ジャニーズJr. アフタースクール女子高生超サイコー裁判SHOW!（1996年9月16日 - 1997年4月4日、ニッポン放送）
- ジャニーズJr. DOKIDOKIアフタースクール（1997年4月12日 - 10月4日、ニッポン放送）
- ジャニーズJr. アフタースクール恋の青春花吹雪（1997年10月6日 - 1998年3月27日、ニッポン放送）

### テレビアニメ
- 水色時代（1996年4月 - 1997年3月、テレビ東京） - 長沼博士 役

### 吹き替え
- ヘラクレス（1997年） - ヘラクレス（少年） 役[7]
- わんわん物語II（2001年） - スキャンプ 役